# 喬丹·馬歇爾 (1996年出生足球運動員)
喬丹·馬歇爾（英語：Jordan Marshall，1996年10月27日—）是一名英格蘭足球運動員，司職左邊衛，現時效力威尔士足球超级联赛球會新圣人。

## 球會生涯
馬歇爾生於英格蘭泰恩河畔纽卡斯尔，是卡莱尔联的青訓產品。
2015年6月29日，馬歇爾與蘇格蘭球會南部皇后簽約轉投。他首次上場是在2015年7月25日蘇格蘭挑戰盃以2-0擊敗斯特蘭拉爾的比賽，他在比賽第10分鐘取得一張黃牌。同年8月8日蘇格蘭足球冠軍聯賽對阿洛厄竞技的比賽，他首次在聯賽上場並踢滿全場，球隊以3-1取勝。2017年2月25日，他與球會續約至2018年5月。
2018年3月17日對圣米伦的比賽，他打賽職業聯賽首顆進球，但球隊仍以3-1落敗。他原本打算在17/18球季結束後離隊並拒絕續約，但由於未能找到新球會而在2018年6月25日選擇留下續約至2019年。
2019年6月18日，馬歇爾與邓迪簽約兩年加盟。他在球會首季表現不俗，但他由於大腿嚴重拉傷而提前季賽報銷。2021年1月7日，他與球會簽下一份兩年新合約至2023年。他亦有參加2020–21年蘇格蘭超級足球聯賽晉級附加賽，並助球隊勝出，來季重返蘇格蘭足球超級聯賽。

## 外部連結
- 足球数据库：喬丹·馬歇爾的球员统计数据